# Cantó de Lisieux-1
El cantó de Lisieux-1 és un cantó francès del departament de Calvados, situat al districte de Lisieux. Té 17 municipis i el cap es Lisieux.

## Municipis
- Beuvillers
- Cordebugle
- Courtonne-la-Meurdrac
- Fauguernon
- Firfol
- Fumichon
- Glos
- Hermival-les-Vaux
- L'Hôtellerie
- Lisieux (part)
- Marolles
- Le Mesnil-Guillaume
- Moyaux
- Ouilly-du-Houley
- Ouilly-le-Vicomte
- Le Pin
- Rocques

## Història
| Data d'elecció                           | Identitat                 | Partit                     | Qualitat |
| ---------------------------------------- | ------------------------- | -------------------------- | -------- |
| 1945-1955                                | Jean Boivin-Champeaux     | CNIP                       |          |
| 1955-1961                                | Jacques Descours-Desacres | CNIP                       |          |
| 1961-1967                                | M. Charles                | UNR, després CD            |          |
| 1967-1992                                | Jacques Descours-Desacres | CNIP                       |          |
| 1992-                                    | Bernard Aubril            | Divers droite, després UMP |          |
| les dades anteriors no són pas conegudes |                           |                            |          |
|                                          |                           |                            |          |